# Épisodes de The Twilight Zone : La Quatrième Dimension
Cet article présente le guide des épisodes de la série télévisée The Twilight Zone : La Quatrième Dimension (The Twilight Zone).

## Saison 1 (2019)

### Épisode 1:L'Humoriste
- États-Unis : 1er avril 2019 sur CBS All Access
- France : 17 octobre 2019 sur Canal+ (en couleur) / Canal+ Séries (en noir et blanc)[1]

- Kumail Nanjiani (Samir Wassan)
- Amara Karan (Rena)
- Diarra Kilpatrick
- Ryan Robbins
- Tracy Morgan (JC Wheeler)

### Épisode 2:Cauchemar à 30 000 pieds
- États-Unis : 1er avril 2019 sur CBS All Access
- France : 10 octobre 2019 sur Canal+ (en couleur) / Canal+ Séries (en noir et blanc)

- Adam Scott (Justin Sanderson)
- Chris Diamantopoulos
- Dan Carlin
- Katie Findlay
- Nicholas Lea

### Épisode 3:Replay
- États-Unis : 11 avril 2019 sur CBS All Access
- France : 10 octobre 2019 sur Canal+ (en couleur) / Canal+ Séries (en noir et blanc)

- Sanaa Lathan (Nina Harrison)
- Damson Idris (Dorian Harrison)
- Glenn Fleshler
- Steve Harris

### Épisode 4:Un voyageur
- États-Unis : 18 avril 2019 sur CBS All Access

- Steven Yeun (Un Voyageur)
- Marika Sila (adjointe Yuka Mangoyak)
- Greg Kinnear (shérif Lane Pendleton)

### Épisode 5:Le Prodige
- États-Unis : 25 avril 2019 sur CBS All Access

- John Cho
- Allison Tolman
- Jacob Tremblay
- John Larroquette

### Épisode 6:Six degrés de liberté
- États-Unis : 2 mai 2019 sur CBS All Access
- France : 24 octobre 2019 sur Canal+ (en couleur) / Canal+ Séries (en noir et blanc)

DeWanda Wise, Jessica Williams, Jefferson White, Lucinda Dryzek, Jonathan Whitesell

### Épisode 7:Pas tous les hommes
- États-Unis : 9 mai 2019 sur CBS All Access
- France : 24 octobre 2019 sur Canal+ (en couleur) / Canal+ Séries (en noir et blanc)

Taissa Farmiga,
Rhea Seehorn,
Percy Hynes White,
Luke Kirby,
Peter Kelamis,
Ike Barinholtz

### Épisode 8:Origine
- États-Unis : 16 mai 2019 sur CBS All Access
- France : 17 octobre 2019 sur Canal+ (en couleur) / Canal+ Séries (en noir et blanc)

Ginnifer Goodwin, James Frain, Toby Levins, Zabryna Guevara, 
Karin Konoval, Michael Eklund, Robert Mann

### Épisode 9:Le Scorpion bleu
- États-Unis : 23 mai 2019 sur CBS All Access

Chris O'Dowd, Amy Landecker, Alex Diakun, James Morrison, Adam Korson, Luisa D'Oliveira

### Épisode 10:L'Homme flouté
- États-Unis : 30 mai 2019 sur CBS All Access

Zazie Beetz, Betty Gabriel, Zibby Allen, Caitlin Stryker, Seth Rogen, Jason Priestley

## Saison 2 (2020)

### Épisode 1: Rendez-vous à mi-chemin
- États-Unis : 25 juin 2020 sur CBS All Access

- Jimmi Simpson
- Kristin Lehman
- Mike Dopud
- Gillian Jacobs

### Épisode 2: L'interruption
- États-Unis : 25 juin 2020 sur CBS All Access

- Morena Baccarin
- Colman Domingo
- Serinda Swan
- Tony Hale

### Épisode 3: Qui est qui?
- États-Unis : 25 juin 2020 sur CBS All Access

- Ethan Embry
- Daniel Sunjata
- Mel Rodriguez
- Billy Porter

### Épisode 4: Ovation
- États-Unis : 25 juin 2020 sur CBS All Access

Histoire : David Weil
- Jurnee Smollett
- Tawny Newsome
- Sky Ferreira
- Dan Martin
- Paul F. Tompkins
- Thomas Lennon

### Épisode 5: Parmi les incultes
- États-Unis : 25 juin 2020 sur CBS All Access

- Abbie Hern
- Sophia Macy

### Épisode 6: 8
- États-Unis : 25 juin 2020 sur CBS All Access

- Joel McHale
- Nadia Hilker
- Michelle Ang
- Tim Armstrong

### Épisode 7: Un visage humain
- États-Unis : 25 juin 2020 sur CBS All Access

- Christopher Meloni (Robert)
- Jenna Elfman (Barbara)
- Tavi Gevinson (Maggie)

### Épisode 8: Mini-ville
- États-Unis : 25 juin 2020 sur CBS All Access

- Damon Wayans Jr. (Jason Grant)
- David Krumholtz (le Maire John Conway)
- Natalie Martinez (Ana)
- Paula Newsome (Pasteur Nichelle Del Rio)

### Épisode 9: En boucle
- États-Unis : 25 juin 2020 sur CBS All Access

- Topher Grace (Mark)
- Kylie Bunbury (Claudia)

### Épisode 10: Autre suggestion
- États-Unis : 25 juin 2020 sur CBS All Access

- Gretchen Mol (Janet Warren)
- Greta Lee (Ellen Jones)